# Josefa Cortés
María Josefa Cortés Valdivia (1 de abril de 1810 – 2 de octubre de 1880) fue la esposa del general de División Mariano Paredes y Arrillaga, presidente interino de México, y por ende, Primera dama del país en 1846.

## Biografía
Pepita Cortés, como habrían de apodarle toda su vida, nació en Guadalajara el 1 de abril de 1810. Perteneciente a una acaudalada y aristócrata familia tapatía, devota al catolicismo y conservadora; fue hija del abogado Mariano Francisco Cortés, diputado al Congreso en 1826 y jefe político de Guadalajara en 1834, y de su esposa María Josefa Valdivia.
El 22 de abril de 1826 contrajo matrimonio con el comandante Mariano Paredes y Arrillaga, que era trece años más grande que ella. De esta unión nacieron siete hijos:
- Mariano Julio Paredes Cortés (1830)
- Ana Isadora Paredes Cortés (1833); madre del también presidente Pedro Lascuráin.
- María de la Luz Paredes Cortés (1836)
- María del Refugio y Francisco Ignacio Paredes Cortés (1840); gemelos
- María Soledad Juana Paredes Cortés (1842)
- María Constanza Ciriaca Paula Ignacia Paredes Cortés (1845)

- Datos: Q5936560